# Kyabje Bokar Rinpoché
Rinpoché
Karma Shérab Eussèr Karma Palden Chökyi Gyaltsen Lodrö Chok Tamche Le Nampar Gyalway Lha
Bokar Rinpoché (Rimpoché) aussi appelé Bokar Tulkou (tibétain : འབོ་དཀར་སྤྲུལ་སྐུ ; Wylie : 'bo dkar sprul sku) et Karma Ngedön Chökyi Lodrö (tibétain : ཀརྨ་ངེས་དོན་ཆོས་ཀྱི་བློ་གྲོས ; Wylie : karma nges don chos kyi blo gros), est un lama de renom dans la lignée Kagyupa. Il est né le 15 octobre 1940 au Tibet et décédé d'une crise cardiaque le 17 août 2004 à Siliguri en Inde. Connu pour son érudition, il fut le disciple de Kalou Rinpoché et assura la formation de sa réincarnation, le jeune Yangsi Kalou. Il fut aussi proche du 16e karmapa et du 17e karmapa Orgyen Trinley Dorje. Il a écrit de nombreux ouvrages traitant de thèmes bouddhistes, mais aussi sur sa vie au Tibet et en Inde. Khèmpo Deunyeu Rimpoché est considéré comme son principal disciple.

## Biographie

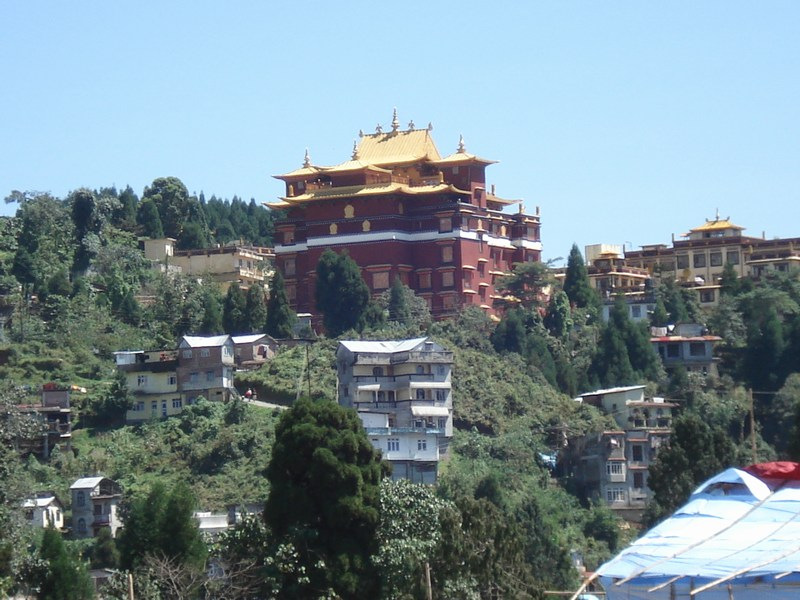
Mirik

Né dans une famille de nomades près du monastère de Bokar près du mont Kailash le 15 octobre 1940, Bokar Rinpoché fut reconnu à 4 ans comme la réincarnation du premier Bokar Rinpoché (Karma Shérab Eussèr) par le 16e karmapa. Il fut intronisé au monastère de Bokar, où il commença ses études traditionnelles. À treize ans, il étudia à Tsourphou sous la direction personnelle du 16e karmapa durant trois ans. Très jeune, il prit la direction du monastère de Bokar.
À vingt ans, il se rendit à nouveau à Tsourphou pour y effectuer la traditionnelle retraite de trois ans, mais ne put le réaliser en raison du soulèvement tibétain de 1959
En 1959, il s'enfuit du Tibet et rejoignit le 16e karmapa à Rumtek au Sikkim. C'est en Inde qu'il rencontra Kalou Rinpoché et devint son disciple principal. En 1967, il commença sous sa direction une première retraite de trois ans à Sonada sur les six yogas de Niguma (en), dans la tradition Shangpa Kagyü. Il la fit suivre d'une seconde retraite de trois ans, toujours à Sonada, cette fois-ci sur les Six yogas de Nāropa.
À sa sortie de retraite, Kalou Rinpoché le nomma responsable des centres de retraite de Sonada, et le 16e Karmapa le chargea de ceux de Rumtek.
Bokar Rinpoché a également fondé un centre de retraite à Mirik, dans la région de Darjeeling, en Inde, plus spécialement voué à la pratique de Kalachakra.
Khèmpo Deunyeu Rimpoché qui suivit Bokar Rinpoché dans ses déplacements, est considéré comme son disciple principal. Bokar Rinpoché a effectué ses premiers voyages en Occident au début des années 1980 en compagnie de Kalou Rinpoché. Il a fondé quelques centres, notamment en France (en Provence à Luynes (Aix-en-Provence) et dans le Gard à Saint-Laurent-le-Minier ), et organisa chaque année une retraite en Inde pour ses étudiants occidentaux, à Bodh-Gaya.
Après la mort de Kalou Rinpoché en 1989, il lui succède à la tête de la lignée Shangpa Kagyü.
Il est l'auteur de plusieurs livres, dont Vie de Bokar Rimpoché où son témoignage révèle, selon l'écrivain Jacques Lacarrière, sa richesse intérieur et celles des traditions et croyances tibétaines.
Décédé d'une crise cardiaque le 17 août 2004 à Siliguri en Inde, de grands maîtres tels que le 17e karmapa, Gyaltsab Rinpoché, le jeune Kalou Rinpoché et Khèmpo Deunyeu Rimpoché participèrent aux cérémonies funéraires durant les 49 jours suivant.

## Reconnaissance de sa réincarnation
Le 21 janvier 2015, la reconnaissance de la réincarnation de Bokar Rinpotché, 3e de la lignée, par le karmapa Orgyen Trinley Dorje a été annoncée officiellement.
Il a été intronisé par le karmapa au monastère de Tergar à Bodhgaya et nommé Karma Palden Chökyi Gyaltsen Lodrö Chok Tamche Le Nampar Gyalway Lha.  Il est né au village de Tingchim (en), où résident son père, Tensang, et sa mère, Jama Ama (Yardren) dans le district du Sikkim septentrional en Inde où il a été découvert,.